# سجاد آقایی
سید سجاد آقایی (زادهٔ ۲۸ اسفند ۱۳۷۷) بازیکن فوتبال اهل ایران است که در پست مهاجم در باشگاه فوتبال چادرملو بازی می‌کند.

## دوران حرفه‌ای باشگاهی

### استقلال
وی در سال ۲۰۱۷ به استقلال تهران پیوست.

### آلومینیوم اراک

#### فصل ۲۰۱۷–۲۰۱۸
وی در این فصل برای آلومینیوم ۶ بازی کرد و ۱ گل به ثمر رساند.

### استقلال

#### فصل ۲۰۱۸–۲۰۱۹
او برای نخستین بار در بازی مقابل پیکان در هفتهٔ اول لیگ هیجدهم برای استقلال در ترکیب ثابت به میدان رفت وی همچنین در بازی مقابل السد قطر نخستین بازی آسیایی خود را انجام داد.

#### فصل ۲۰۱۹–۲۰۲۰
او در این فصل تعویض طلایی استقلال استراماچونی نام گرفت و در مجموع مسابقات لیگ و حذفی توانست ۴ گل به ثمر برساند.

### ذوب آهن
او در پنجره نقل‌وانتقالات زمستانی ۲۰۱۹_۲۰۲۰ به صورت قرضی به باشگاه فوتبال ذوب آهن اصفهان پیوست.
ولی در این باشگاه کمتر از ده دقیقه فرصت بازی پیدا کرد و در آخر فصل به استقلال پیوست.
‌

### استقلال
سجادآقایی پس از حضور نه چندان موفق در ذوب‌آهن در سال ۱۳۹۹ بار دیگر به استقلال بازگشت، ولی اختلافات وی با محمود فکری سرمربی وقت استقلال باعث شد تا بدون انجام بازی در پنجره نقل‌وانتقالات همان سال به باشگاه فوتبال نساجی مازندران پیوست.
‌

### نساجی
او در تاریخ ۷ اسفندماه ۱۳۹۹ به نساجی مازندران پیوست و شاگرد مجید جلالی شد.

### آلومینیوم اراک
او پس پایان فصل ۱۳۹۹_۱۴۰۰ از استقلال رسما جدا شد و به  آلومینیوم اراک پیوست تا در تیم شهر خودش اراک  و به همراه برادرش میثم آقایی  شاگرد رسول خطیبی  شوند.

#### فصل ۲۰۱۹–۲۰۲۰
او در بازی‌هایی پیش فصل و دوستانهٔ لیگ نوزدهم درخشید و در ۴ بازی ۵ گل زد.

## آمار حرفه‌ای
| عملکرد               | عملکرد               | عملکرد               | لیگ      | لیگ      | جام      | جام      | قاره‌ای | قاره‌ای | مجموع | مجموع |
| فصل                  | باشگاه               | لیگ                  | بازی     | گل       | بازی     | گل       | بازی   | گل     | بازی  | گل    |
| ایران                | ایران                | ایران                | لیگ برتر | لیگ برتر | جام حذفی | جام حذفی | آسیا   | آسیا   | مجموع | مجموع |
| -------------------- | -------------------- | -------------------- | -------- | -------- | -------- | -------- | ------ | ------ | ----- | ----- |
| ۲۰۱۷-۲۰۱۸            | آلومینیوم اراک       | لیگ آزادگان          | ۶        | ۱        | ۰        | ۰        | _      | _      | ۶     | ۱     |
| مجموع آلومینیوم اراک | مجموع آلومینیوم اراک | مجموع آلومینیوم اراک | ۶        | ۱        | ۰        | ۰        | _      | _      | ۶     | ۱     |
| ۲۰۱۸-۲۰۱۹            | استقلال              | لیگ برتر             | ۳        | ۰        | ۰        | ۰        | ۱      | ۰      | ۴     | ۰     |
| ۲۰۱۹                 | استقلال              | لیگ برتر             | ۵        | ۱        | ۲        | ۲        | ۰      | ۰      | ۷     | ۳     |
| مجموع استقلال        | مجموع استقلال        | مجموع استقلال        | ۸        | ۱        | ۲        | ۲        | ۱      | ۰      | ۱۱    | ۳     |
| ۲۰۲۰                 | ذوب آهن              | لیگ برتر             | ۱        | ۰        | ۰        | ۰        | _      | _      | ۱     | ۰     |
| مجموع ذوب آهن        | مجموع ذوب آهن        | مجموع ذوب آهن        | ۱        | ۰        | ۰        | ۰        | _      | _      | ۱     | ۰     |
| ۲۰۲۱                 | نساجی                | لیگ برتر             | ٨        | ۰        | ۰        | ۰        | _      | _      | ٨     | ۰     |
| مجموع نساجی          | مجموع نساجی          | مجموع نساجی          | ٨        | ۰        | ۰        | ۰        | _      | _      | ٨     | ۰     |
| مجموع آمار           | مجموع آمار           | مجموع آمار           | ۱۶       | ۲        | ۲        | ۲        | ۱      | ۰      | ۱۹    | ۴     |

- آمار پاس گل

| فصل       | تیم     | پاس گل |
| --------- | ------- | ------ |
| ۲۰۱۹-۲۰۲۰ | استقلال | ۱      |

## افتخارات
- نایب قهرمانی لیگ برتر خلیج فارس: ۲۰۱۹–۲۰۲۰ به همراه استقلال تهران
- نایب قهرمانی جام حذفی فوتبال ایران : ۱۴۰۱-۱۴۰۰ به همراه آلومینیوم اراک
- قهرمانی جام حذفی فوتبال ایران ۱۳۹۷–۱۳۹۶ به همراه استقلال تهران